# Luigi Carboni
Luigi Carboni (Marcianise, 1540 – 1600) è stato un pittore italiano del periodo tardo-rinascimentale, principalmente paesaggista.

## Biografia
Nacque a Marcianise e si trasferì a Roma dove lavorò e apprese l'arte della pittura dal fiammingo Paul Bril. Grossi descrisse i suoi paesaggi come raffiguranti:
(Giovanni Battista Grossi)